# Candyman 3 : Le Jour des morts
Série Candyman
Candyman 2
(1995) Candyman
(2021)
Pour plus de détails, voir Fiche technique et Distribution.
Candyman 3 : Le Jour des morts (Candyman: Day of the Dead) est un film américain réalisé par Turi Meyer, sorti en 1999. Le film n'a pas eu droit à une sortie cinéma et est directement sorti en DTV. Il s'agit du 3e film de la série Candyman.

## Synopsis
L’arrière-arrière-petite-fille de Daniel Robitaille, alias Candyman, est obsédée par la légende de son ancêtre. Hantée par des cauchemars horribles, elle accepte pourtant d'exposer les toiles de son aïeul. Les cauchemars redoublent et Candyman lui apparait la suppliant de se donner à lui, d’être son ultime victime, afin que son âme trouve la paix. Caroline doit être une victime consentante, car il ne peut la forcer à mourir mais à chaque refus de sa part, un de ses proches mourra dans de terribles souffrances, victime du crochet diabolique de Candyman.

## Fiche technique
Sauf indication contraire, les informations mentionnées dans cette section peuvent être confirmées par la base de données cinématographiques IMDb,  présente dans la section « Liens externes ».
- Titre français : Candyman 3 : Le Jour des morts
- Titre original : Candyman: Day of the Dead
- Titre québécois : Candyman 3: L'artiste de la mort
- Réalisation : Turi Meyer
- Scénario : Turi Meyer & Al Septien
- Musique : Adam Gorgoni
- Photographie : Michael G. Wojciechowski
- Montage : Frederick Wardell
- Production : Al Septien & William Stuart
- Sociétés de production : Artisan Entertainment & Aurora Productions
- Société de distribution : Artisan Home Entertainment
- Pays : États-Unis
- Format : Couleur - Stéréo - 1.85:1
- Genre : horreur
- Durée : 93 minutes
- interdit aux moins de 12 ans en France
- Sortie : 9 juillet 1999

## Distribution
- Donna D'Errico (VF : Véronique Alycia) : Caroline McKeever
- Tony Todd (VF : Thierry Desroses) : Daniel Robitaille / Candyman
- Jsu Garcia (VF : Jean-Philippe Puymartin) : David de La Paz
- Wade Williams (VF : Richard Leblond) : le lieutenant Samuel Deacon Kraft
- Alexia Robinson (VF : Déborah Perret) : Tamara
- Mark Adair-Rios (VF : Pascal Légitimus) : Miguel Velasco
- Robert O'Reilly (VF : Jacques Brunet) : le lieutenant L.V. Sacco
- Lupe Ontiveros (VF : Tamila Mesbah) : Abuela
- Ernie Hudson Jr. (VF : Jean-Paul Pitolin) : le lieutenant Jamal Matthews
- Nicole Contreras : Cristina de la Paz
- Elizabeth Guber : le lieutenant Jamie Gold

## SérieCandyman
- 1992 : Candyman de Bernard Rose
- 1995 : Candyman 2 (Candyman: Farewell to the Flesh) de Bill Condon
- 1999 : Candyman 3 : Le Jour des morts (Candyman: Day of the Dead) de Turi Meyer
- 2021 : Candyman  de Nia DaCosta